# Antonin Carlès
Pour les articles homonymes, voir Carlès.
Antonin Carlès, né Jean Paul Antonin Charles Carlès le 23 juillet 1851 à Gimont (Gers) et mort le 19 février 1919 à Paris (9ème), est un sculpteur français.

## Biographie
Antonin Carlès commence ses études à Marseille puis successivement à l'École des beaux-arts de Toulouse et l'École des beaux-arts de Paris, où il est l'élève de François Jouffroy (1806-1882) et d’Ernest-Eugène Hiolle (1834-1886). Il obtient le grand prix de l’Exposition universelle de 1889.
Carlès est membre de la Société des artistes français. Il est nommé chevalier de la Légion d’honneur en 1889, puis promu officier en 1900 et commandeur en 1913.
Ses statues de Bacchus (1903) et de La Jeunesse (Salon de 1883) ont connu un grand succès d'édition.
Ses obsèques eurent lieu Paris à l’église Notre-Dame-de-Lorette et l’inhumation au cimetière de Léguevin.

## Œuvres référencées
- La Cigale, Salon de 1878, plâtre, musée Eugène-Camoreyt de Lectoure[5].
- Le Mendiant, Salon de 1879, plâtre, musée des Jacobins d'Auch[6].
- Charles VII, 1879, pierre, façade de l’hôtel de ville de Compiègne[7].
- Abel, Salon des artistes français de 1881 (médaillé), modèle original en plâtre, achat de l’État, musée des beaux-arts d'Angers[8]. Un autre exemplaire en plâtre, donné par l’artiste, est conservé au musée des Augustins de Toulouse.
- Abel, Salon de 1887, marbre, achat de l’État, affecté au musée d'Orsay à Paris, localisation actuelle inconnue[9].
- La Jeunesse, Salon de la Société des artistes français de 1883, hors-concours, plâtre, musée de Grenoble[3]. Récompensé par une bourse de voyage[10].
- La Jeunesse, 1885, marbre, Paris, musée d’Orsay[11],[3]. Édité par la manufacture de Sèvres.
- Jules Breton, peintre, 1885, buste en plâtre et terre cuite patinée, 68 × 55 × 38 cm, musée des beaux-arts de Dijon[12].
- Retour de Chasse, 1888, bronze, hors-concours au Salon des artistes français de 1888 et médaillé à l’Exposition universelle de 1889, Paris, jardin des Tuileries, allée de Diane[13].
- Au Champ d’Honneur, 1894, pierre, château de La Boissière.
- Sépulture d’Henri Cernuschi, 1896, pierre, Paris, cimetière du Père-Lachaise (section 66).
- Étude, Salon des artistes français de 1898, buste en marbre, Londres, ambassade de France[14],[15].
- Bacchus, 1903, statue en bronze, musée des beaux-arts de Dijon[16].
- Bacchus, 1904, statue en marbre, Paris, musée d’Orsay[17].
- Bacchus, statue en plâtre, musée des beaux-arts de Nantes, édité en biscuit par la Manufacture de Sèvres.
- Monument au commandant Olympe Hériot, 1906, marbre, La Boissière-École, école Hériot.
- Portrait de Mlle Simone, Salon des artistes français de 1907, marbre, localisation inconnue.
- Armand Fallières, 1908, buste en marbre, Paris, palais de l'Élysée[18], édité en biscuit par la Manufacture de Sèvres.
- Monument à Pierre Goudouli, 1911, Capitole de Toulouse, salle des Illustres, partie nord, entrecolonnement des murs est et ouest.
- Le Lot-et-Garonne à ses enfants illustres ; les Lauriers, 1912, bronze, musée des beaux-arts d'Agen[19].
- Monument aux enfants Schneider, 1913, bronze, Le Creusot (Bourgogne)[20].
- Max Barthou. Fils de Léon Barthou, 1913, marbre, Paris, musée d'Orsay[21].
- Buste d’adolescent, 1913, marbre, anciennement au musée du Luxembourg, localisation inconnue[22].
- Patrie, Salon des artistes français de 1914, marbre, localisation inconnue[réf. nécessaire].
- Monument à Louis Pasteur, bronze, Dole, cours Saint-Mauris.
- Buste d’Henri Cernuschi, marbre, Strasbourg, musée alsacien.
- Jeanne d'Arc, 1916, marbre, Paris, église Saint-Charles de Monceau[23]
- Monument à Jean-Géraud d'Astros, inauguré le 5 juin 1932, buste en pierre, Auch, jardin Ortholan[24].

Œuvres d'Antonin Carlès
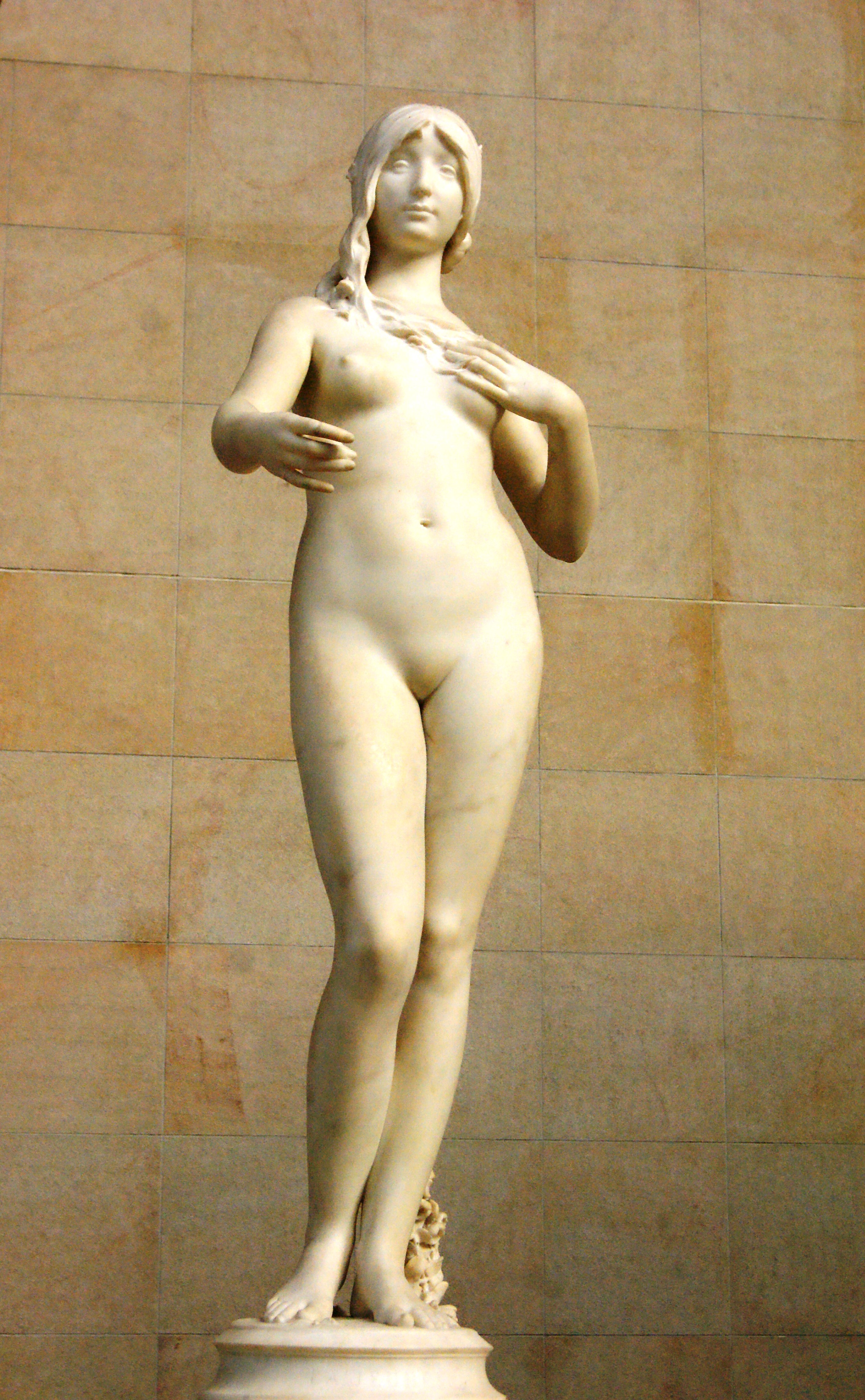
La Jeunesse (1885), marbre, Paris, musée d'Orsay.
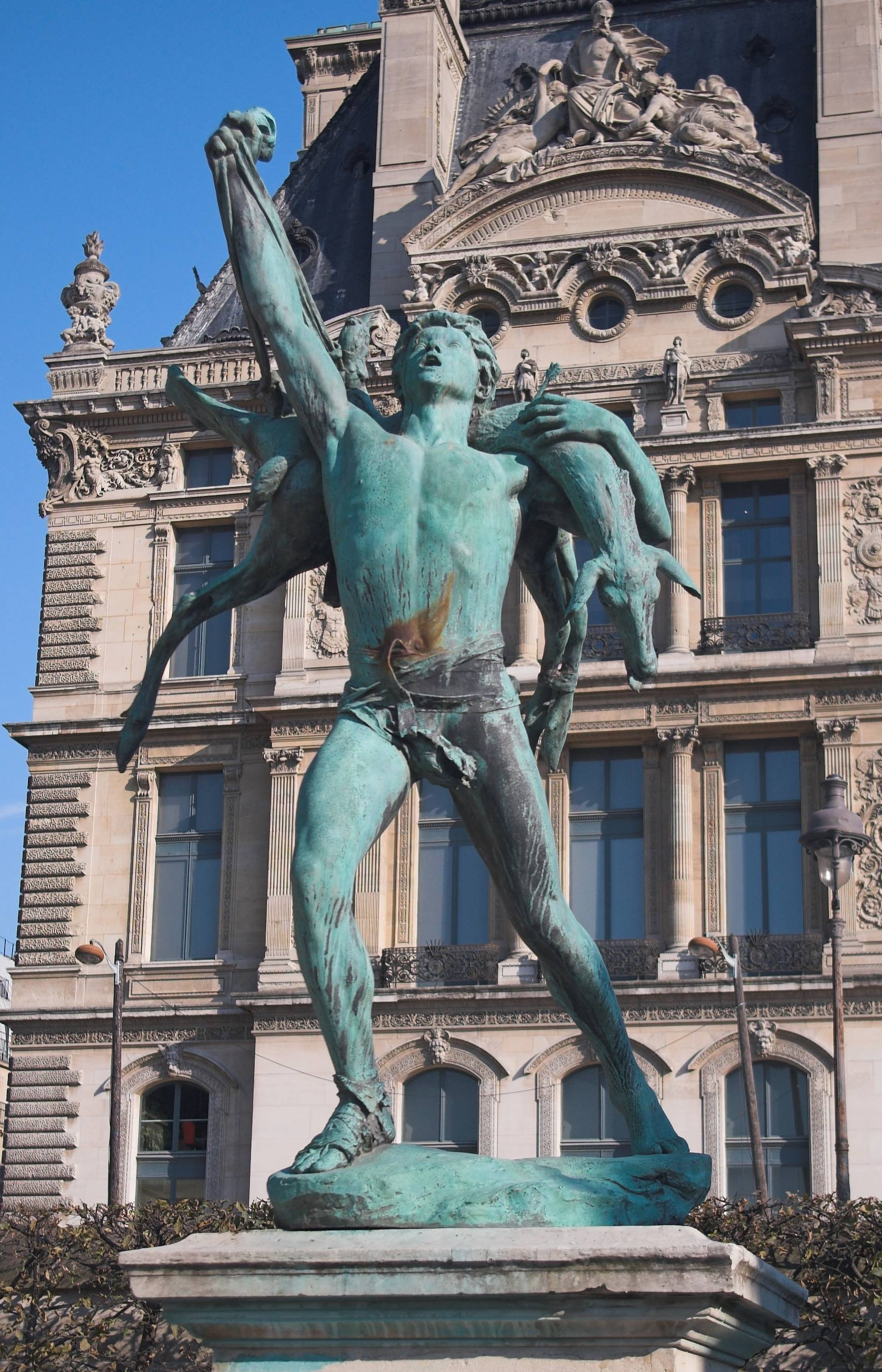
Retour de chasse (1888), bronze, Paris, jardin des Tuileries.
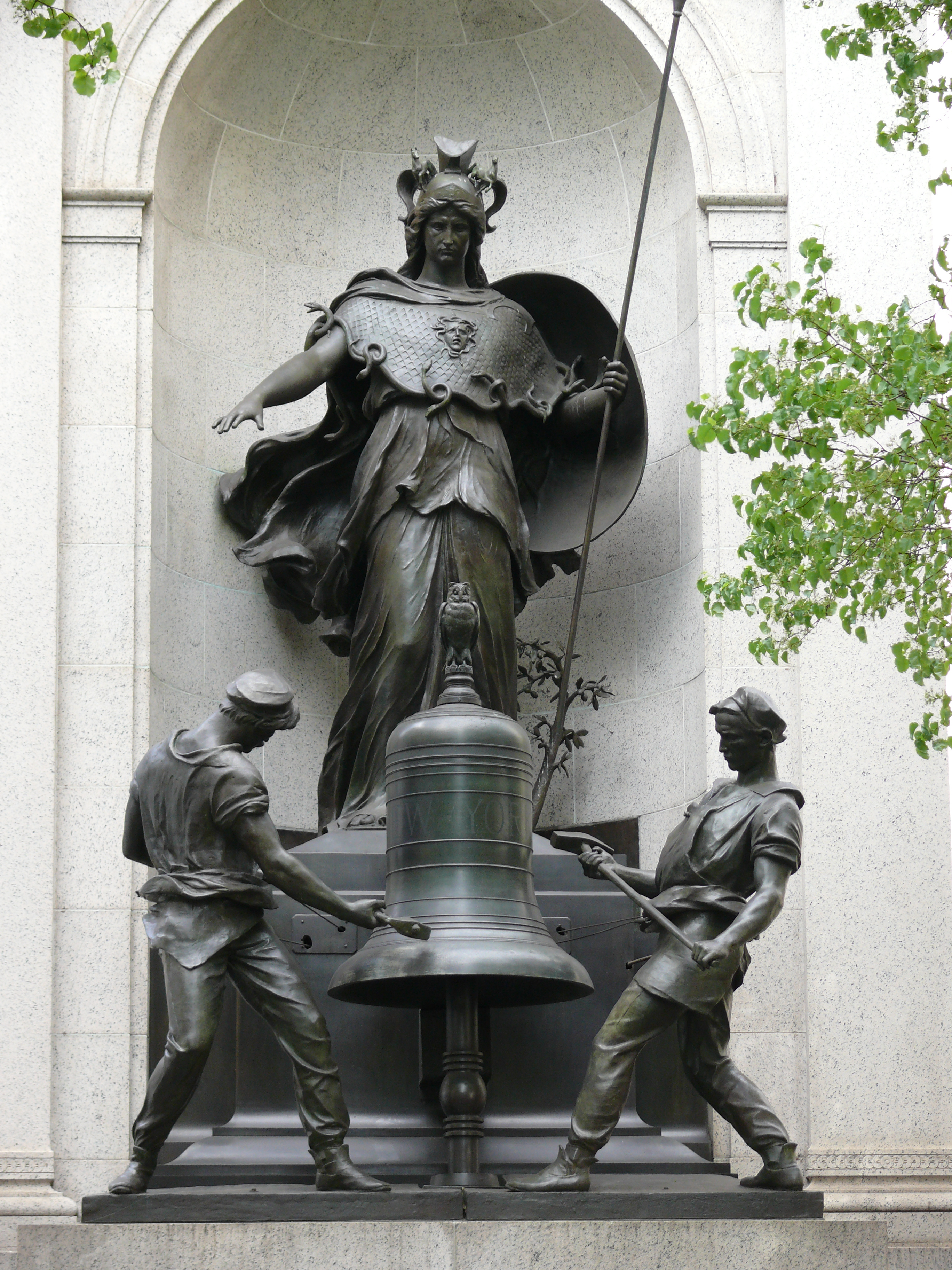
Monument à James Gordon Bennett (1894), bronze, New York.
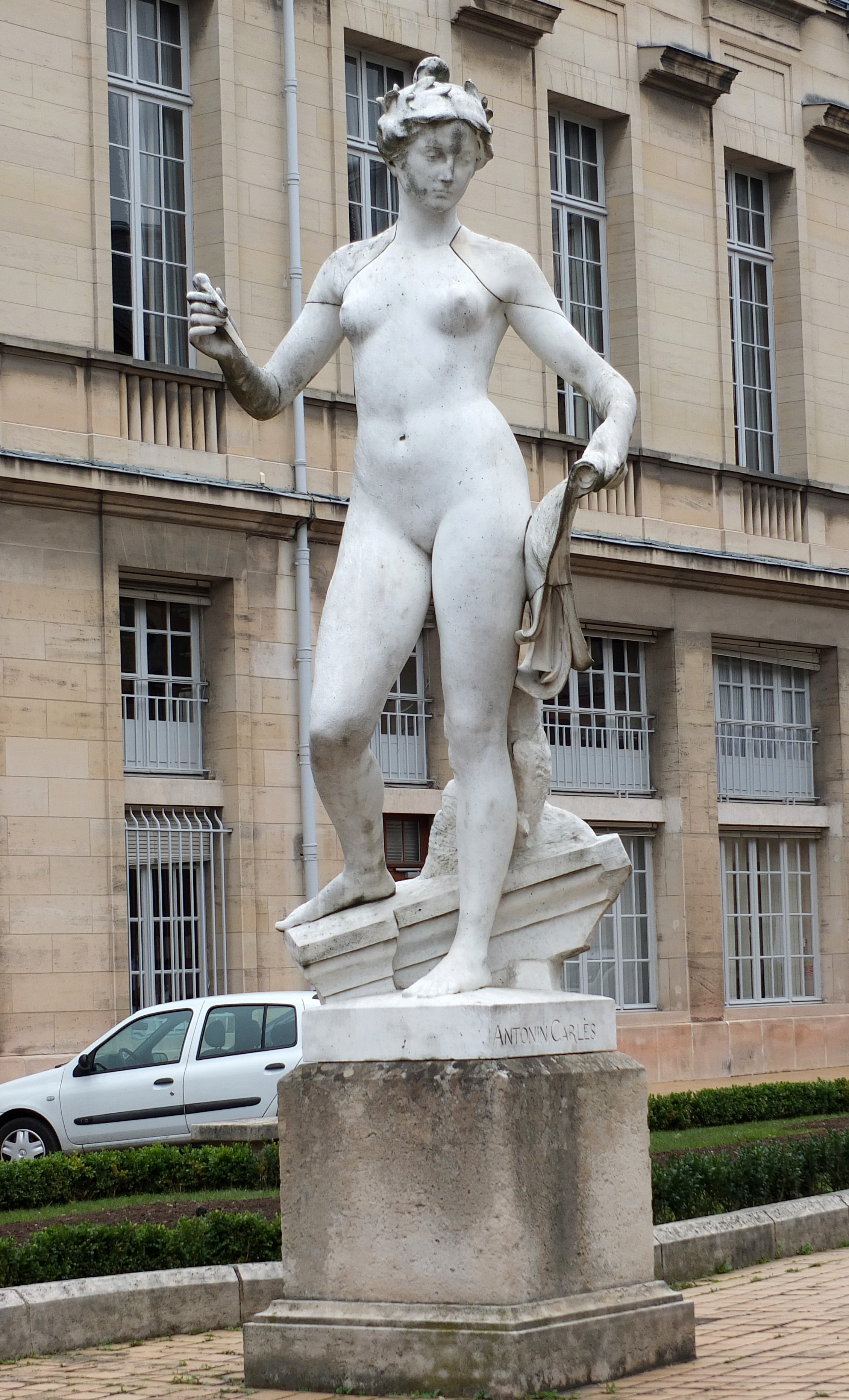
L'Architecture (1900), marbre, Troyes.
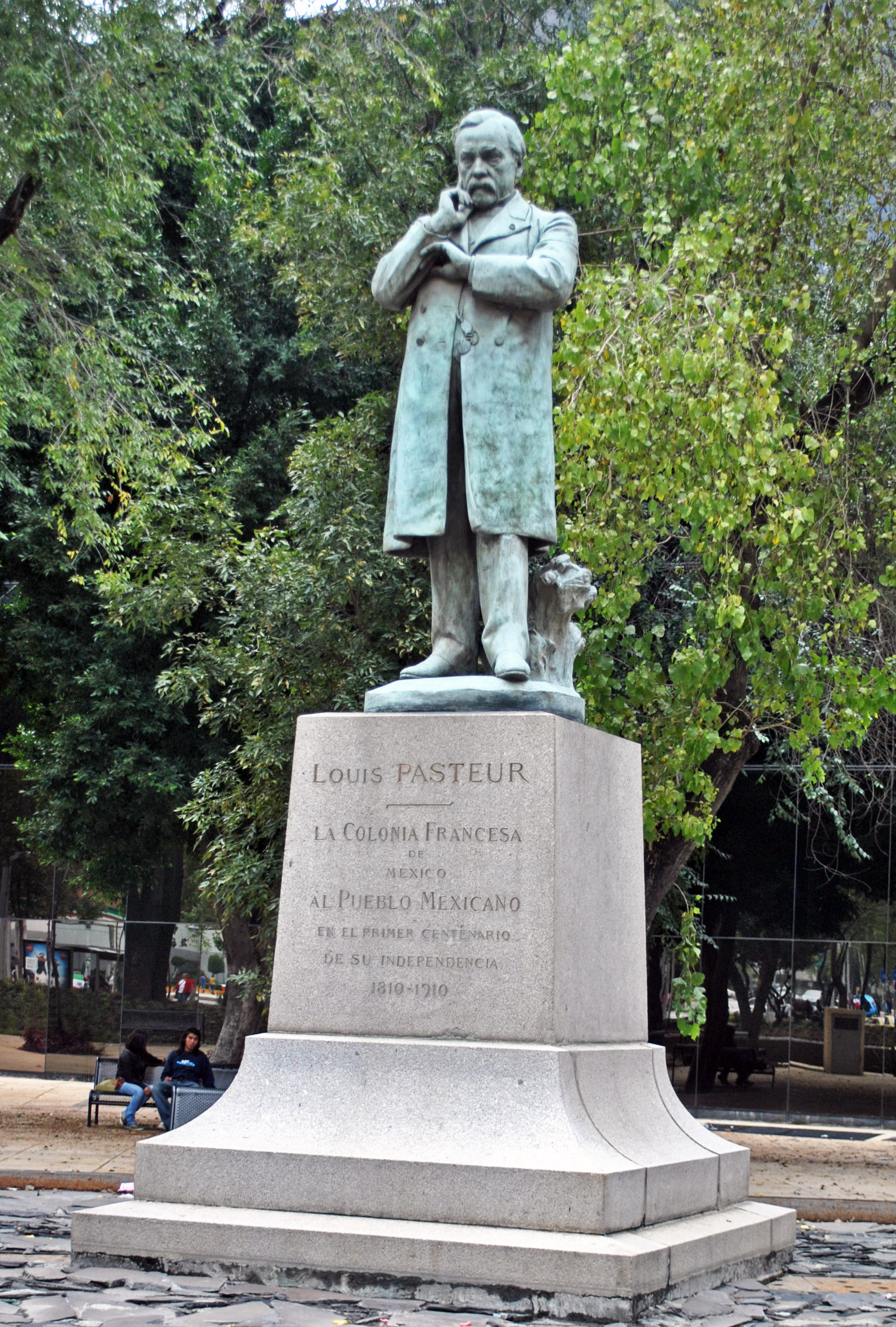
Monument à Louis Pasteur (1910), bronze, Mexico.
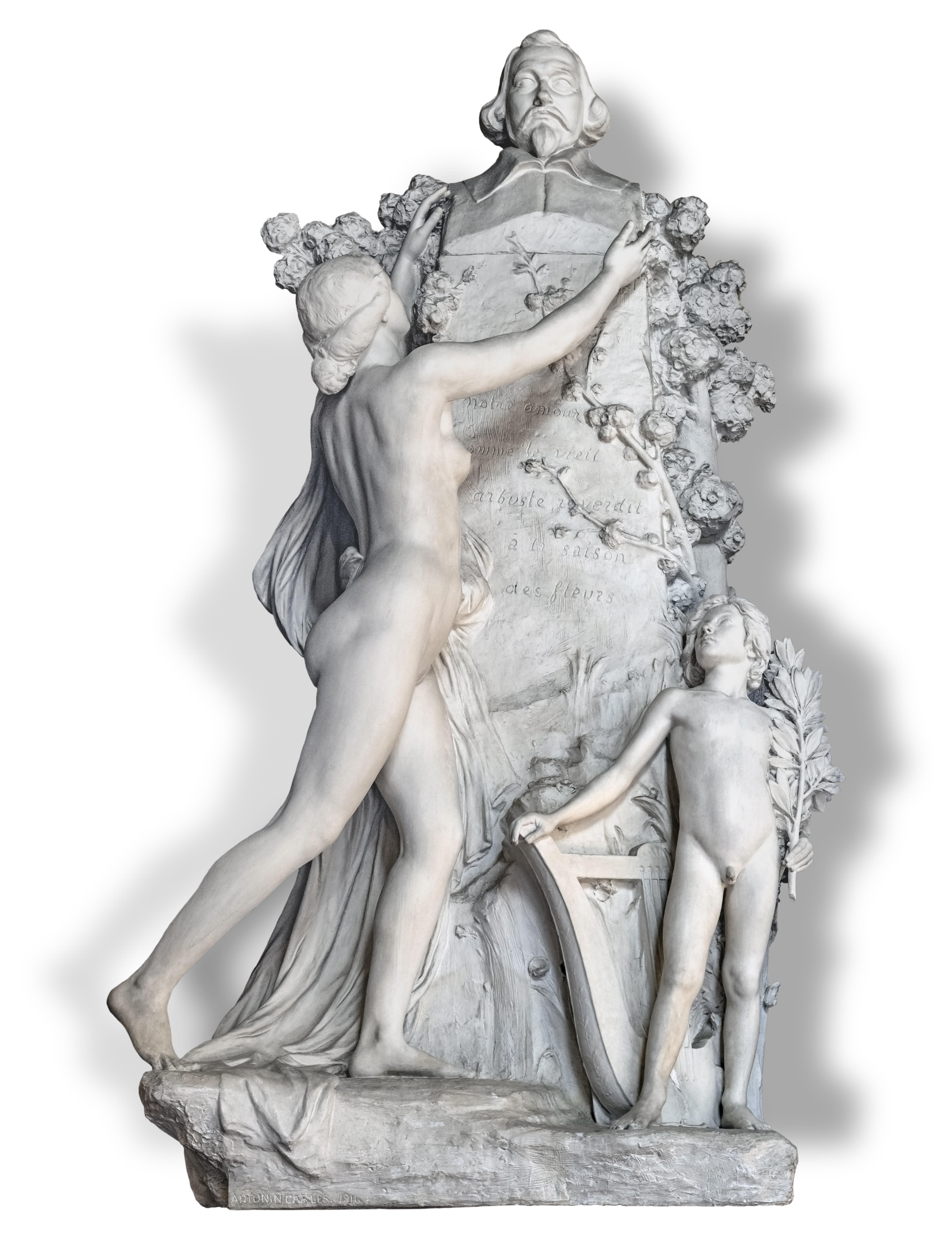
Monument à Goudouli (1911), Capitole de Toulouse
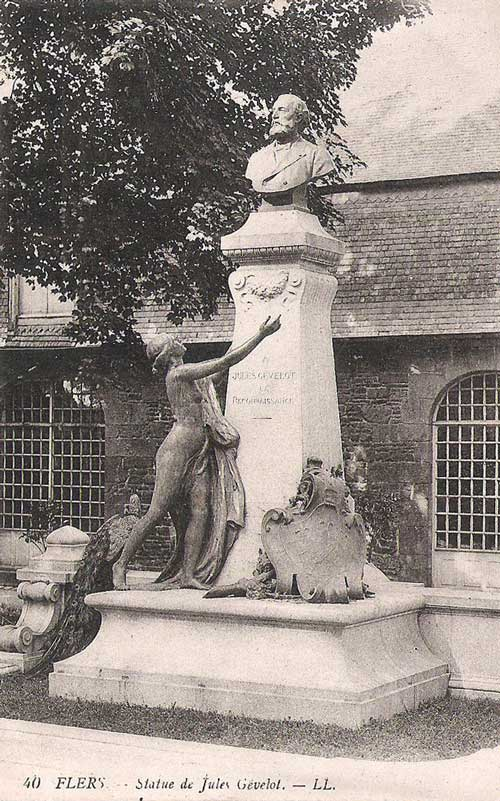
Monument à Jules Gévelot (1906), bronze, Flers.
Monument aux Morts (1925) , bronze, Auch.